# 鲁道夫·利珀特
鲁道夫·利珀特（德語：Rudolf Lippert，1900年10月29日—1945年4月1日），德国男子马术运动员。他曾代表德国参加1928年和1936年夏季奥林匹克运动会马术比赛，其中1936年奥运会获得一枚金牌。